# Torocca abdominalis
Torocca abdominalis là một loài ruồi trong họ Tachinidae.